# ایندکس مدیکوس
ایندکس مدیکوس (به انگلیسی: Index Medicus) (اختصاری IM) زیرمجموعه ای از مدلاین است که یک پایگاه داده کتابشناختی از علوم زیستی و اطلاعات علوم زیست پزشکی، عمدتاً مقالات مجلات علمی است. از سال ۱۸۷۹ تا ۲۰۰۴، ایندکس مدیکوس فهرست کتابشناختی جامعی از این قبیل مقالات به شکل فهرست چاپی یا (در سالهای بعد) معادل روی صفحه آن بود. کارشناسان تاریخ پزشکی در مورد ایندکس مدیکوس گفته‌اند که این پایگاه داده، بزرگ‌ترین کمک آمریکا به دانش پزشکی است.

## عملکرد
وظیفه‌ی ایندکس مدیکوس این است که به افراد در سراسر جهان امکان دسترسی به مقالات باکیفیت مجلات پزشکی را فراهم کند. برای تحقق این هدف، ناشران ایندکس مدیکوس باید حداقل دو فعالیت حیاتی انجام دهند: تعیین کنند کدام مقالات دارای کیفیت هستند و دسترسی به آنها را فراهم کنند.

## انتخاب مجله
در اوایل تاریخ ایندکس مدیکوس ، کیفیت از طریق بررسی دستی نشریات و انتخاب آنچه به‌طور ذهنی خوب به نظر می‌رسید، تعیین می‌شد. اما بعدها سردبیر ایندکس مدیکوس کمیته‌ای از متخصصان برجسته جهانی تشکیل داد تا بهترین مجلات پزشکی دنیا را شناسایی کرده و استناد به مقالات این مجلات را در دسترس قرار دهند. ورود به ایندکس مدیکوس به‌صورت خودکار نیست و به سیاست‌های علمی و کیفیت علمی یک مجله بستگی دارد. معیارهای انتخاب مجلات توسط "کمیته بررسی فنی انتخاب متون" ارزیابی می‌شود و تصمیم نهایی توسط مدیر NLM (کتابخانه ملی پزشکی) گرفته می‌شود. فرآیند بازبینی ممکن است شامل نظرات داوران خارجی باشد و برخی مجلات ممکن است از فهرست حذف شوند.

## دسترسی
از سال ۱۸۷۹ تا عصر کامپیوتر، دسترسی تنها از طریق انتشار کاغذی Index فراهم می‌شد. چالش اصلی این بود که چگونه این فهرست را به گونه‌ای ساختاردهی کنیم که بیشترین کاربرد را داشته باشد. به همین منظور، ناشران ایندکس مدیکوس یک زبان نمایه‌سازی ایجاد کردند. این زبان بعدها به "سرعنوان‌های موضوعی پزشکی" (MeSH) تبدیل شد. MeSH یک واژگان جامع و کنترل‌شده است و نمایه‌گرانی که توسط ناشر استخدام شده‌اند، تمام مقالاتی که قرار است در Index گنجانده شوند را بررسی می‌کنند و هر مقاله را با چند مفهوم کلیدی (که هرکدام با یک اصطلاح از MeSH نمایش داده می‌شود) شناسایی می‌کنند. انتشار کاغذی ایندکس مدیکوس سپس فهرستی از اصطلاحات MeSH همراه با ارجاعات به هر استنادی که با آن اصطلاح نمایه شده است ارائه می‌داد و کاربران می‌توانستند با رفتن از اصطلاح به استناد، مقالات مرتبط را پیدا کنند.

## تاریخچه
ایندکس مدیکوس توسط جان شاو بیلینگز، رئیس کتابخانه دفتر جراح کل ارتش ایالات متحده، آغاز شد. این کتابخانه بعدها به کتابخانه ملی پزشکی ایالات متحده (NLM) تبدیل شد. برای چنین نشریه بزرگی که در طول سال‌ها منتشر می‌شد، تاریخچه آن به‌طور طبیعی شامل تغییرات بسیاری، از جمله تغییرات ناشی از فوت افراد و تغییر منابع تأمین مالی بود.

### سال‌های انتشار کاغذی
انتشار ایندکس مدیکوس از سال ۱۸۷۹ آغاز شد و به‌صورت ماهانه تا سال ۱۹۲۶ ادامه یافت، با یک وقفه بین سال‌های ۱۸۹۹ تا ۱۹۰۲. در طول این وقفه، یک نمایه مشابه به نام Bibliographia Medica توسط مؤسسه کتابشناسی در پاریس به زبان فرانسه منتشر شد. این نسخه توسط شارل ریشه، آنری دو روچیلد و جی. ام. دوبوو ویرایش شد، در حالی که مارسل بودوان به عنوان سردبیر اصلی و همچنین مدیر مؤسسه کتابشناسی پاریس فعالیت می‌کرد. اولین جلد ایندکس مدیکوس در ژانویه ۱۸۷۹ منتشر شد و به‌عنوان نسخه‌ای که تحت نظارت جان شاو بیلینگز و رابرت فلچر تهیه شده بود، معرفی شد، در حالی که جلدهای بعدی به‌عنوان نسخه‌های مشترک بیلینگز و فلچر فهرست شدند.
بیلینگز در سال ۱۸۹۵ از کتابخانه ملی پزشکی بازنشسته شد. در بیشتر دوره زمانی بین سال‌های ۱۸۷۶ تا ۱۹۱۲، رابرت فلچر سردبیر یا یکی از سردبیران ایندکس مدیکوس بود. در سال ۱۹۰۳، فیلدینگ گاریسون به‌عنوان یکی از سردبیران منصوب شد و تا سال ۱۹۱۷ به‌عنوان سردبیر یا یکی از سردبیران فعالیت کرد. آلبرت آلمن از سال ۱۹۱۸ تا ۱۹۳۲ سردبیر بود، اما به دلیل رکود بزرگ اقتصادی، انتشار ایندکس مدیکوس از ۱۹۳۳ تا ۱۹۳۶ متوقف شد.
در طول ۱۲۵ سال انتشار چاپی ایندکس مدیکوس، تأمین بودجه همیشه چالشی بزرگ بود. در سال ۱۹۲۷، انجمن پزشکی آمریکا (AMA) انتشار آن را بر عهده گرفت. ایندکس مدیکوس با Quarterly Cumulative Index to Current Literature (QCICL) انجمن پزشکی آمریکا ادغام شد و به نام Quarterly Cumulative Index Medicus (QCIM) منتشر شد. AMA انتشار آن را تا سال ۱۹۵۶ ادامه داد. از سال ۱۹۶۰ تا ۲۰۰۴، نسخه چاپی توسط کتابخانه ملی پزشکی تحت عنوان Index Medicus/Cumulated Index Medicus (IM/CIM) منتشر می‌شد. نسخه خلاصه‌شده‌ای نیز از سال ۱۹۷۰ تا ۱۹۹۷ به نام Abridged Index Medicus منتشر می‌شد.
هارولد جونز سردبیر از ۱۹۳۶ تا ۱۹۴۵ بود؛ فرانک راجرز از ۱۹۴۹ تا ۱۹۶۳؛ کلیفورد باکراچ از ۱۹۶۹ تا ۱۹۸۵؛ روی رادا از ۱۹۸۵ تا ۱۹۸۸؛ و از ۱۹۸۸ تا پایان انتشار چاپی در سال ۲۰۰۴، این اثر توسط بخش خدمات کتابشناختی کتابخانه ملی پزشکی تولید می‌شد. نسخه خلاصه‌شده بخشی از مجلات تحت پوشش PubMed بود که به‌عنوان "مجلات اصلی بالینی" شناخته می‌شد.
آخرین شماره ایندکس مدیکوس در دسامبر ۲۰۰۴ (جلد ۴۵) منتشر شد. دلیل اعلام‌شده برای توقف انتشار چاپی این بود که منابع آنلاین جایگزین آن شده بودند، به‌ویژه PubMed که همچنان ایندکس مدیکوس را به‌عنوان زیرمجموعه‌ای از مجلات تحت پوشش خود شامل می‌شود.

### تکامل از چاپ به دیجیتال
در دهه ۱۹۶۰، کتابخانه ملی پزشکی (NLM) فرایند نمایه‌سازی را با ایجاد پایگاه داده کتابشناختی MEDLARS کامپیوتری کرد. این پایگاه در سال ۱۹۷۱ با ارائه جستجوهای آنلاین MEDLARS به سایر کتابخانه‌های پزشکی و رایانه‌های از راه دور که به سیستم MEDLARS متصل می‌شدند، به MEDLINE (MEDLARS آنلاین) تبدیل شد.
پس از سال ۱۹۶۵، ایندکس مدیکوس به‌عنوان نسخه چاپی محتوای پایگاه داده MEDLINE عمل می‌کرد که کاربران معمولاً با مراجعه به کتابخانه‌هایی که اشتراک ایندکس مدیکوس داشتند (مثلاً دانشمندان دانشگاه در کتابخانه‌های دانشگاهی) به آن دسترسی پیدا می‌کردند. این نقش را تا دهه‌های ۱۹۸۰ و ۱۹۹۰ ادامه داد، در حالی که ارائه‌های الکترونیکی مختلف محتوای MEDLINE نیز توسعه یافتند، ابتدا با خدمات آنلاین اختصاصی (که عمدتاً در کتابخانه‌ها استفاده می‌شد)، سپس با سی‌دی‌رام‌ها، و بعدها با Entrez و PubMed (در سال ۱۹۹۶).
با گذشت زمان و مهاجرت کاربران از نسخه چاپی به استفاده آنلاین، اشتراک‌های چاپی ایندکس مدیکوس کاهش یافت. در طول دهه ۱۹۹۰، گسترش دسترسی اینترنت خانگی، راه‌اندازی وب و مرورگرهای وب، و راه‌اندازی PubMed این انتقال از دسترسی آنلاین در کتابخانه‌ها به دسترسی از هر مکانی را به‌شدت تسریع کرد. این گسترش، همراه با سهولت بیشتر جستجو در مقایسه با استفاده از یک نمایه چاپی برای دستیابی به اطلاعات مرتبط از مجموعه‌ای گسترده‌تر، باعث کاهش چشمگیر استفاده از نسخه چاپی ایندکس مدیکوس شد. در سال ۲۰۰۴، انتشار چاپی متوقف شد.
امروزه، ایندکس مدیکوس و Abridged Index Medicus همچنان به‌صورت مفهومی به‌عنوان خدمات گردآوری محتوا عمل می‌کنند که محتوای MEDLINE را در قالب زیرمجموعه‌های جستجو یا نماهای پایگاه داده (یعنی زیرمجموعه‌ای از رکوردهای MEDLINE از برخی مجلات و نه دیگران) گردآوری می‌کنند. مجلات زیست‌پزشکی که در MEDLINE نمایه می‌شوند، و همچنین مجلات ذکر شده در Index Medicus، تقریباً همیشه مجلات باکیفیتی هستند، زیرا کتابخانه ملی پزشکی مجلات بی‌کیفیت را نمایه نمی‌کند.
(برای دیدن لیست مجلات نمایه‌شده در MEDLINE، مجلات ذکرشده در ایندکس مدیکوس ، و لیست مجلات Abridged Index Medicus (که به‌عنوان "مجلات اصلی بالینی" نیز شناخته می‌شوند)، به لینک‌های خارجی وب‌سایت کتابخانه ملی پزشکی مراجعه کنید).

## همچنین ببینید
- ای‌ام‌بیس